# 横浜事件
横浜事件（よこはまじけん）は、第二次世界大戦中の1942年から1945年にかけて、治安維持法違反の容疑で編集者、新聞記者ら約60人から未確認者を含めれば90人ともいわれる容疑者が逮捕され、拷問等により4人が獄死、保釈直後に1人が死亡、負傷者30人を出した、日本の一連の刑事事件。約30人が起訴され、既に終戦後となる1945年8月から9月にかけて有罪とされたが、有罪判決後の同年10月15日には治安維持法が廃止、同月17日には終戦による大赦で、起訴された者はいずれも大赦を受けるか免訴されることとなった。戦後、取調にあたった元特高警察官らは被害者らから告訴され有罪判決を受けたが、こちらは判決直後の1952年4月のサンフランシスコ講和条約発効による大赦で刑に服することはなかった。
戦後、無実を訴える元被告人やその家族・支援者らが再審請求を続けた。2005年に再審が開始されたものの、罪の有無を判断せず裁判を打ち切る免訴判決が下された。
事件の検挙対象拡大の契機となった写真の撮影地から「泊事件」とも呼ばれ、「泊・横浜事件」という名称も使用されている。

## 経緯

### 細川論文事件
当事件の「検挙」開始と前後して発生し、のちに当事件に結びつけられた事件である。管轄した警察も異なり、もともとは別個の事件であった。
1942年、総合雑誌『改造』（8月号および9月号）に掲載された細川嘉六の論文「世界史の動向と日本」が、9月14日に日本読書新聞に陸軍報道部長の谷萩那華雄が掲載した書評「戦争と読書」の中で「共産主義宣伝」であると指弾される。同日、細川は警視庁世田谷警察署に治安維持法違反の容疑で検挙された。この事件は細川個人のみが容疑者とされ、関連して検挙された者はいなかった。

### 神奈川県警察部による検挙

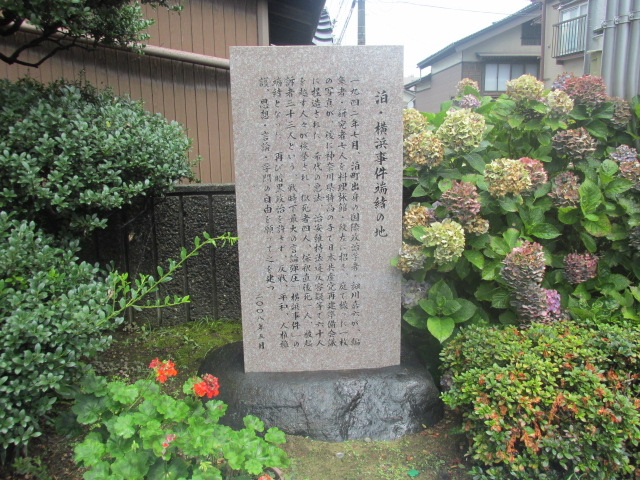
「泊・横浜事件端緒の地」記念碑
（朝日町・「紋左」敷地内）

細川検挙の3日前の9月11日、神奈川県警察部特高課は、アメリカ合衆国で労働運動を研究して帰国した川田寿とその妻を「アメリカ共産党の指令を持ち帰った」という容疑で検挙する。しかし川田はアメリカ共産党員だったことはなく、神奈川県警による虚偽の容疑だった。川田は当時世界経済調査会の資料室長を務めており、神奈川県警は川田の関係者に検挙の手を広げる。その中に、世界経済調査会の高橋善雄がいた。高橋は「ソ連問題調査会」を南満州鉄道（満鉄）東京支社調査室のメンバーと結成しており、そこから満鉄調査室も捜査の対象となる。1943年5月11日、満鉄調査室の西沢富夫と平館利雄が検挙され、西沢の家宅捜索で警察は1枚の写真を発見した。
この写真は、細川嘉六と『改造』や『中央公論』の編集者、満鉄調査室関係者などが同席した集合写真（上左から小野康人、細川、西沢富夫、下左から平館利雄、加藤政治、木村亨、相川博）（西尾忠四郎が撮影）で、これを神奈川県警察部は日本共産党再建準備会の写真と決めつけた。実際には細川の郷里・富山県下新川郡泊町（現・朝日町）の料亭旅館「紋左（もんざ）」で撮影されたもので、細川が1942年7月に親しい編集者・研究者を招いて1泊2日の懇親会を催した際の記念写真に過ぎなかった。
この写真を起点に、改造社と中央公論社をはじめ、朝日新聞社、岩波書店などに所属する関係者約60人が次々に治安維持法違反容疑で逮捕される。神奈川県警察部は被疑者を革や竹刀で殴打して失神すると気付けにバケツの水をかけるなど激しい拷問を加えた。拷問で虚偽の自白を強要した。別件の論文事件で起訴されて東京地方裁判所で公判を受けていた細川は、この事件の関連者とされ、1944年5月に他の事件検挙者が収監されていた横浜刑務所の未決監に身柄を移された。厳しい取調の下、4人が獄死した。神奈川県警察部の管轄事件であったために横浜事件と呼ばれるようになった。
判決が下ったのは玉音放送がされた直後、すなわち法が廃止される1か月前の1945年8月下旬から9月にかけての駆け込み言い渡しで 、約30人が執行猶予付きの有罪とされた。GHQによる戦争犯罪訴追を恐れた政府関係者によって当時の公判記録は全て焼却（証拠隠滅）され 、残っていない（遺族が再審請求に提出した証拠の「確定判決書」はアメリカ国立公文書記録管理局に保存されていた物の謄本である）。被告のうち、細川嘉六は不当な拘禁と捜査に対して徹底的に抗議すべきという立場から容疑を認めることがなく、1945年9月に保釈された後、10月の治安維持法廃止によって11月に審理打ち切り・免訴となった。
戦後、元被告は「笹下会」という組織を結成して1947年に会員33人が当時手を下した元特高警察官28人を告訴し、1952年に最高裁判所でうち3人が有罪・実刑が確定したが、同年4月の日本国との平和条約発効時の大赦令により釈放され、実刑に服することはなかった。また裁判官・検察官に対しては何らの処分もされていない。
真相については現在でも不明な部分が多く、言論弾圧的な側面だけではなく反東條英機の有力な重臣であった近衛文麿の失脚を期したものではないかと推測される場合もある。というのは、近衛の側近・後藤隆之助の主宰した「昭和塾」で細川嘉六が講師をしていた関係で、塾からも逮捕者がでているからである。細川嘉六は、1953年に服部之総による聞き取りにおいて、論文事件の検挙に関して以下のような発言を残している。

## 弁護側の主張
有罪判決を受けた関係者・遺族は次のように主張して、まったくのでっち上げ（フレームアップ）だと主張しており、名誉回復を求めていた。
- 当時非合法の秘密結社でなければならなかった日本共産党を再結成しようとする人間が、会合の写真などを撮る理由はない。
- 同著者の論文も情報局の検閲を通過していたため弾圧の理由はなかったはずだ。

無実を訴え続けた元被告人やその家族、支援者らは再審請求を繰り返していた。1986年に第1次、1994年に第2次再審請求の審査が行われたがいずれも棄却された。1998年、元中央公論編集者の妻ら元被告人5人の遺族は第3次再審請求を申し立てた。
2003年4月15日、横浜地方裁判所（矢村宏裁判長）は、治安維持法はポツダム宣言受諾後失効していたとの判断に基づき、再審請求を認めて再審開始を決定した。
2005年3月10日、東京高等裁判所（中川武隆裁判長）は検察官の即時抗告申立てに対し、警察官の拷問を認定した確定判決から、
- 被告人らに対しても相当回数にわたり拷問を受け、虚偽の自白をしたと認められる
- 自白の信用性に顕著な疑いがある
- 横浜事件の有罪判決は、自白のみが証拠であるのが特徴
- 自白の信用性に疑いがあれば、有罪の事実認定が揺らぐ

と認定した。「再審は事実認定の誤りの是正が基本。法解釈の誤りを理由にするのは、再審の本質と相いれない」ことを理由として検察側抗告を退け、横浜地裁の再審開始決定を支持した。東京高等検察庁は最高検察庁と協議した結果、特別抗告を断念したため、再審開始が確定した。
他界した元被告人らの遺志を受け継いで再審を請求した遺族らは、「無罪の一言を聞くのはもちろん、なぜ横浜事件がつくられたのかを解明することが大事だ」と語った。これは再審が無罪を認めるだけではなく、治安維持法がどのような法律であったか、どれだけ多くの人がその害をこうむったのかを解明して、司法の犯罪と日本の戦争責任を明らかにすべき裁判であることを強調したものである。
- 2006年2月9日、横浜地裁（松尾昭一裁判長）は「ポツダム宣言廃止とともに治安維持法は失効し、被告人が恩赦を受けたことで、刑訴法337条2号により免訴を言い渡すのが相当」と判決する[22]。
- 2007年1月19日、東京高裁（阿部文洋裁判長）は「被告人は刑事裁判手続きから解放され、処罰されないのだから、被告人の上訴申し立てはその利益を欠き、不適法」として控訴を棄却した[23]。弁護団は判決を不服として即日上告した[23]。

- 2008年3月14日、最高裁第二小法廷（今井功裁判長）は「有罪判決の確定後に大赦を受けるなどした場合は免訴とすべきだ」として他界した元被告人らの遺族の上告を棄却する決定を出したため、元被告人ら5人を免訴とした判決が確定した[24]。

2009年3月30日、横浜地裁（大島隆明裁判長）で第4次再審判決公判が開かれ、第3次最高裁判例を踏襲し、免訴を言い渡した。ただし、事件の被告人が無罪である可能性を示唆した上で、「免訴では、遺族らの意図が十分に達成できないことは明らか。無罪でなければ名誉回復は図れないという遺族らの心情は十分に理解できる」と述べ、刑事補償手続での名誉回復に言及した。これを受けて遺族側は控訴せず、今後刑事補償手続に移ることを明らかにした。
本件に適用される旧刑事訴訟法での控訴期限である4月6日までに元被告人遺族・検察の双方が控訴しなかったため、免訴が確定した。2009年4月30日に第4次再審請求の元被告人遺族が、刑事補償の請求手続きを横浜地裁に行った。遺族は、地裁が補償決定に際して事件が冤罪と判断することを期待すると記者会見で述べている。
2010年2月4日、横浜地裁（大島隆明裁判長）は元被告人5人に対し、請求通り約4700万円を交付する決定を行った。審理を担当した横浜地裁の大島隆明裁判長は決定の中で、特高警察による拷問を認定し、共産党再建準備とされた会合は「証拠が存在せず、事実と認定できない」とした。その上で確定有罪判決が「特高警察による思い込みや暴力的捜査から始まり、司法関係者による事件の追認によって完結した」と認定し、「警察、検察、裁判所の故意、過失は重大」と結論づけた。再審で実体判断が行われた場合には無罪判決を受けたことは明らかであるとして、実質的に被告人を無罪と認定し、事実上事件が冤罪であったことを認めた。
本件について、その判決要旨が官報並びに読売新聞、朝日新聞、日本経済新聞の3紙に横浜地裁の名前によって公告された。

## 再審遅延に対する国家賠償請求
免訴判断が示された後、元被告の遺族2人が「国側による裁判記録の処分により、再審請求が遅延して名誉回復に障害を来した」として、1億3800万円の損害賠償を求める国家賠償請求を東京地方裁判所に提訴した。
2016年6月30日、東京地裁（本多知成裁判長）は検察官や裁判官が元被告に対する拷問を認識しながら自白を前提に起訴・判決をおこなった点や、裁判資料を処分した点についてはいずれも違法と認めたものの、国家賠償法の制定以前の事案であるとして請求を棄却した。7月11日に遺族側は判決を不服として東京高裁に控訴した。
2018年10月24日、東京高裁（野山宏裁判長）は遺族側の請求を棄却した一審・東京地裁の判決を支持、遺族側の控訴を棄却した。原告側はこれを不服として上告する準備を進めたものの、東京高裁の「上告提起通知書」送達から50日以内に「上告理由書」を東京高裁に送付する必要があったにもかかわらず弁護団のミスからこの期限を超過したため、2019年1月18日に東京高裁は上告を却下し、裁判は終結した。遺族は再審請求を行ったが、2020年2月、東京高裁は請求を棄却した。この決定に対して遺族は最高裁に特別抗告を行った。
2020年9月4日、最高裁第三小法廷（宮崎裕子裁判長）は遺族の特別抗告を棄却する決定を出したため、再審請求の棄却が確定した。

## 文献
- 美作太郎、藤田親昌、渡辺潔（共著）『言論の敗北　横浜事件の真実』三一書房、1959年。
- 青山憲三『横浜事件「改造」編集者の手記』弘文堂、1966年。
- 黒田秀俊『横浜事件』学芸書林、1975年。
- 中村智子『横浜事件の人びと（増補2版）』田畑書店、1989年。
- 木村亨『横浜事件の真相 つくられた「泊会議」』筑摩書房、1982年。
- 畑中繁雄（梅田正己編）『日本ファシズムの言論弾圧抄史』高文研、1986年。ISBN 4874980732。
- 青山憲三『横浜事件 元『改造』編集者の手記』希林書房、1986年。ISBN 4879210579。
- 笹下同志会『横浜事件資料集』東京ルリコール、1986年。ISBN 4924742023。
- 海老原光義ほか『横浜事件 言論弾圧の構図（岩波ブックレット）』岩波書店、1987年。ISBN 4000030183。
- 小野貞、気賀すみ子（共著）『横浜事件 妻と妹の手記』高文研、1987年。ISBN 4874980899。
- 小泉文子『もうひとつの横浜事件 浅石晴世をめぐる証言とレクイエム』田畑書店、1992年。ISBN 4803802416。
- アジアに対する日本の戦争責任を問う民衆法廷準備会『司法の戦争責任・戦後責任 内外の民衆抑圧を支えた司法の実態』樹花舎、1995年。ISBN 4795226709。
- 小野貞、大川隆司（共著）『横浜事件・三つの裁判　十五年戦争下最大の言論・思想弾圧事件』高文研、1995年。ISBN 4874981534。
- Janice Matsumura (1998). More Than a Momentary Nightmare: The Yokohama Incident and Wartime Japan. Cornell University East Asia Program. ISBN 1885445520(hard cover), ISBN 188544592X (paperback)
- 横浜事件の再審を実現しよう! 全国ネットワーク『世紀の人権裁判横浜事件の再審開始を!』樹花舎、1999年。ISBN 4795250448。
- 鳥居民『第一部=8　横浜の壊滅（シリーズ　昭和二十年）』草思社、2001年。ISBN 4794210787。
- 木村亨（松坂まき編）『横浜事件木村亨全発言』インパクト出版会、2002年。ISBN 4755401151。
- 小野貞『谷間の時代・一つの青春』高文研、2003年。ISBN 4874983014。
- 木村まき『空にまんまるの月』西田書店、2008年。ISBN 4888664927。